# Guanhães
Guanhães – miasto i gmina w Brazylii, w stanie Minas Gerais. Znajduje się w mikroregionie Guanhães.